# Проблема
Проблема — складне теоретичне або практичне питання, що потребує розв'язання, вивчення, дослідження. Проблема — об'єкт (питання, недолік чи потреба чогось, завада, перепона від надлишку чи наявності чогось, процес) явище збуджувального характеру як стимул діяльності спонукального характеру — незадоволений попит чи нереалізовані потреби (нестача або відсутність, надлишок або наявність будь-чого), дефект, вада, чи загроза що змушує цілеспрямовано ліквідувати проблему шляхом уникнення взаємодії чи зміни стану об'єкту, себе чи свого ставлення до подій.
Проблема — ситуація, що потребує активних дій і 
Проблема — це слово, яке використовують люди, що не хочуть розв'язувати питання та брати на себе відповідальність за свої дії чи бездіяльність. Така проблема формулюється переважно в питальній формі та не передбачає розв'язання порушеного питання. Цей термін рідко застосовують в діловому спілкуванні. Переважно використовується термін «питання для розв'язку». Воно передбачає ухвалення рішення та відповідальності. Під час розв'язання питань часто відкриваються нові можливості. Запитуючи «чому?» і «для чого?», можна краще зрозуміти причиново-наслідкові зв'язки й побачити новий ракурс звичних речей.
Системологія в описі та першому етапі алгоритму системно-організаційної діяльності — алгоритм СОД дає основне визначення проблеми, як наявність, надлишок, відсутність чи недолік чого небудь.
Алгоритм СОД потребує визначення властивості, характеристики, форму прояву явища чи об'єкта для параметризації наступного етапу. Для більшості керівників, особливо військових командирів, саме цей етап є визначальним для формулювання стратегічного завдання, що є наступним етапом алгоритму СОД — задачі.

## Розв'язання
План вирішення проблемного питання з погляду менеджменту і системного аналізу виглядає так:
- Формулювання проблеми.
Виокремлення і формулювання ключових питань, що потребують вирішення. Визначення областей на які ці рішення впливають.
- Оцінка релевантної інформації.
Збір, обробка і аналіз усієї доступної інформації, що стосується проблеми. Підготовка аналітичних висновків.
- Постановка цілей та задач.
Розмежування загальних цілей і конкретних специфічних завдань на шляху досягнення.
- Вибір конкретного напрямку дії.
Знаходження балансу між елементами риску, обсягами роботи, яку буде потрібно виконати, ресурсами, відведеним часом та очікуваними результатами.
- Планування і контроль виконання.
Розподіл завдань в ієрархії виконавців (делегування), складання графіків виконання окремих етапів, інструкцій, відповідальних осіб, або порівняльних трафаретів.
- Оцінка виконаних дій.
Визначення наскільки застосовані дії наблизили до вирішення поставленої проблеми, вирішили її, або тільки поглибили її. Співвідношення запланованих результатів із досягнутими.

## Приклади
- Проблема (література)
- Соціальна проблема
- Технічна проблема
- Проблема зупинки
- Проблема 2038 року
- Проблема 2000 року